# Glycaspis immaceria
Glycaspis immaceria är en insektsart som beskrevs av Moore 1970. Glycaspis immaceria ingår i släktet Glycaspis och familjen rundbladloppor. Inga underarter finns listade i Catalogue of Life.